# Verneuil (Nièvre)
Pour les articles homonymes, voir Verneuil.
Verneuil est une commune française située dans le département de la Nièvre, en région Bourgogne-Franche-Comté.

## Géographie

### Hydrographie
Située dans le canton de Decize, Verneuil est traversée par l'Aron, l'Andarge, la Senelle, le ruisseau d'Ozon et le canal du Nivernais.

### Communes limitrophes
|           | Diennes-Aubigny |                        |
| Champvert | Verneuil        | Cercy-la-Tour          |
|           | Charrin         | Saint-Hilaire-Fontaine |

### Climat
Pour des articles plus généraux, voir Climat de la Bourgogne-Franche-Comté et Climat de la Nièvre.
En 2010, le climat de la commune est de type climat océanique dégradé des plaines du Centre et du Nord, selon une étude du Centre national de la recherche scientifique s'appuyant sur une série de données couvrant la période 1971-2000. En 2020, Météo-France publie une typologie des climats de la France métropolitaine dans laquelle la commune est exposée à un climat océanique altéré et est dans la région climatique  Centre et contreforts nord du Massif Central, caractérisée par un air sec en été et un bon ensoleillement. 
Pour la période 1971-2000, la température annuelle moyenne est de 10,8 °C, avec une amplitude thermique annuelle de 16,2 °C. Le cumul annuel moyen de précipitations est de 892 mm, avec 13,2 jours de précipitations en janvier et 7,7 jours en juillet. Pour la période 1991-2020, la température moyenne annuelle observée sur la station météorologique de Météo-France la plus proche, « Fours », sur la commune de Fours à 13 km à vol d'oiseau, est de 11,4 °C et le cumul annuel moyen de précipitations est de 904,1 mm. 
La température maximale relevée sur cette station est de 40,8 °C, atteinte le 5 août 2003 ; la température minimale est de −13,2 °C, atteinte le 24 décembre 2001,,. 
Les paramètres climatiques de la commune ont été estimés pour le milieu du siècle (2041-2070) selon différents scénarios d'émission de gaz à effet de serre à partir des nouvelles projections climatiques de référence DRIAS-2020. Ils sont consultables sur un site dédié publié par Météo-France en novembre 2022.

## Urbanisme

### Typologie
Au 1er janvier 2024, Verneuil est catégorisée commune rurale à habitat très dispersé, selon la nouvelle grille communale de densité à sept niveaux définie par l'Insee en 2022.
Elle est située hors unité urbaine. Par ailleurs la commune fait partie de l'aire d'attraction de Decize, dont elle est une commune de la couronne,. Cette aire, qui regroupe 13 communes, est catégorisée dans les aires de moins de 50 000 habitants,.

### Occupation des sols
L'occupation des sols de la commune, telle qu'elle ressort de la base de données européenne d’occupation biophysique des sols Corine Land Cover (CLC), est marquée par l'importance des territoires agricoles (71,7 % en 2018), en diminution par rapport à 1990 (73,1 %). La répartition détaillée en 2018 est la suivante : prairies (47 %), forêts (26,8 %), terres arables (16,8 %), zones agricoles hétérogènes (7,8 %), mines, décharges et chantiers (1,5 %). L'évolution de l’occupation des sols de la commune et de ses infrastructures peut être observée sur les différentes représentations cartographiques du territoire : la carte de Cassini (XVIIIe siècle), la carte d'état-major (1820-1866) et les cartes ou photos aériennes de l'IGN pour la période actuelle (1950 à aujourd'hui).

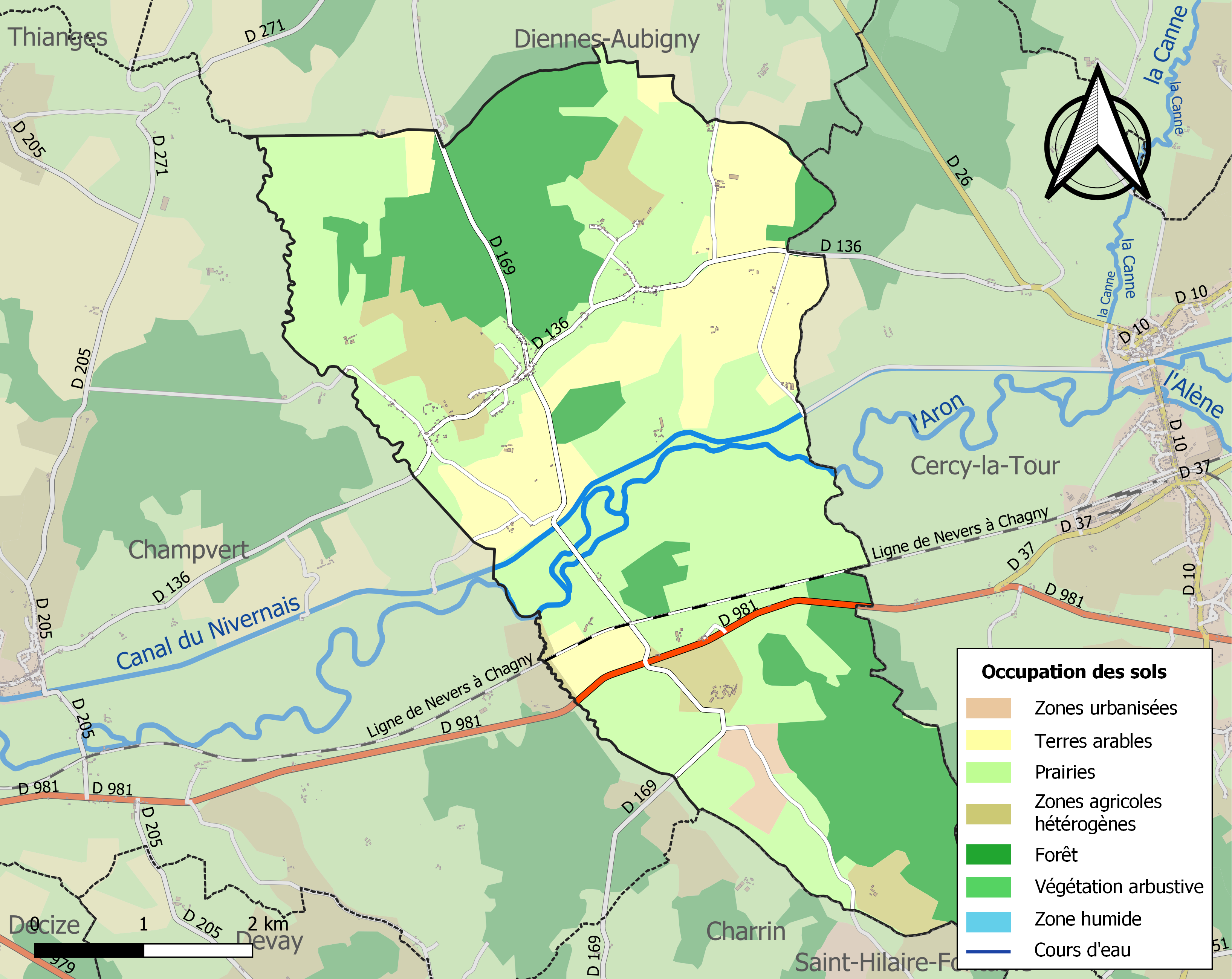
Carte des infrastructures et de l'occupation des sols de la commune en 2018 (CLC).

## Histoire

### Origine et Moyen Âge
Tirant son nom du gaulois Vernos, signifiant aulne, Verneuil remonte à des origines lointaines. Le site devait en effet déjà être occupé à l'époque gallo-romaine où il était un lieu de passage important d'une voie de communication. Le tracé de la voie romaine qui reliait Decetia (actuel Decize) à l'oppidum de Cerciacum (à l'emplacement de l'actuel Cercy-la-Tour) longe d'ailleurs peu ou prou le tracé de l'actuel D 981. Au Moyen Âge, plusieurs seigneuries se développent sur l'actuelle commune de Verneuil ; la principale se constitue au bord de la vallée de l'Andarge dans le bourg. On y trouve aujourd'hui les deux monuments les plus importants et les plus anciens du village encore debout, avec l'église romane Saint-Laurent bâtie au XIIe siècle proche du cimetière, et le château fort daté du XIIIe siècle. Ce dernier édifice est établi par la famille De la Perrière, et sans doute achevé dans sa première mouture aux alentours de 1309. Il existait sans doute une seigneurie au lieu-dit de Faye où s'élève aujourd'hui un manoir du XIXe siècle. À l'est du village, au lieu-dit actuel Maumigny, s'établit une famille du même nom. Les De Maumigny prendront une importance considérable dans les environs. Comme à Faye, s'élève un manoir ayant remplacé le château d'origine des De Maumigny. À partir du XVIe siècle, la majorité des terres et points forts appartiendront aux De Maumigny pendant plus de trois cents ans. Par le jeu des alliances, leurs terres passent à la famille De Cordon. Louis Antoine de Saint-Just, célèbre révolutionnaire français, passa sa petite enfance dans le village où ses parents se marient religieusement et où il fut baptisé par son parrain, le curé Robinot. À partir du XIXe siècle, le village s'agrandit sur les hauteurs dominant le canal du Nivernais.

### Ère industrielle et contemporaine
Avec l'ère industrielle, la famille Benoist-d'Azy, qui a fait fortune, acquiert des titres de noblesses, rachète de nombreuses terres à Verneuil et prend une grande influence sur le village. Sur les XIXe et XXe siècles, la mairie sera occupée pendant 64 ans par des membres de la famille. S'établissent à la même époque une école/mairie publique, une poste, et quelques commerces (épicerie, boulangerie, hôtel, bar/restaurant, boucherie etc.). Durant la Première Guerre mondiale, un camp américain s'établit à Verneuil en 1917 près de la gare dans la plaine de l'Aron. On y trouvait principalement des ateliers de montages automobiles. Le camp regroupe 20 000 hommes (dont 6 000 prisonniers employés) qui quitteront la France en 1920. Verneuil connait alors son apogée, mais va décliner petit à petit au fil du XXe siècle. Cercy-la-Tour, village voisin, est choisi au détriment de Verneuil pour l'établissement d'une usine automobile, ce qui contribue au déclin du village.
À la fin de la Seconde Guerre mondiale, en aout 1944, un convoi allemand en plein repli passe par Verneuil. Des coups de feu éclatent près de Faye, tuant un soldat allemand. Immédiatement stoppé, le convoi envoie des soldats dans la maison la plus proche. Jean-Marie Lamartine est sorti de son lit et immédiatement fusillé, sans préavis. Sa maison est brûlée. Alarmé par la fumée, son neveu, Claude Roy, se précipite à vélo pour porter secours ; il est tué à son tour. Quinze jours plus tard, l'armée allemande revient à Verneuil pour réquisitionner des chevaux. Dans une ferme, à la Douare, elle se heurte à la résistance. De nouvelles représailles sont lancées contre le village ; la ferme et les habitations environnantes sont incendiées. Jean Cousson et Joseph Bonnet qui se trouvent là par hasard sont fusillés. Un autre habitant, François Bouquet, qui tentait de trouver refuge au fond de son jardin, est abattu depuis la route, sans préavis. Les étables du château sont incendiées à la grenade. François Monin, occupé à l'intérieur, ne peut tenir longtemps et est abattu lorsqu'il tente de s'enfuir. Pour finir, le village est pilonné par une pièce d'artillerie. Heureusement le tir est mal ajusté et atterrit dans la forêt. Comble de l'ironie, c'est précisément là qu'avaient trouvé refuge bon nombre d'habitants effrayés. Il n'y eut cependant aucun blessé. Aujourd'hui, une plaque commémorative sur les murs de la mairie, rappelle le nom des six habitants tués pendant ces évènements. Après la guerre, le village décline peu à peu. Au début du XXIe siècle, tous les commerces ont disparu et l'école s'accorde avec Champvert pour former un regroupement pédagogique avant de finalement fermer en 2017.

## Politique et administration
| Période                                  | Période   | Identité                                               | Étiquette   | Qualité                                          |
| ---------------------------------------- | --------- | ------------------------------------------------------ | ----------- | ------------------------------------------------ |
| mars 2014                                | en cours  | David Colas (Élu)                                      | DVD         | Pompier                                          |
| mars 2008                                | mars 2014 | Jean-Claude Loriot (Élu)                               |             | Retraité                                         |
| mars 2001                                | mars 2008 | Denis Renaud (Élu)                                     |             | Agriculteur                                      |
| 1989                                     | mars 2001 | Paul Rebourg (Élu)                                     |             | Retraité                                         |
| 1983                                     | mars 1989 | André Taminau (Élu)                                    |             |                                                  |
| 1947                                     | 1983      | René Benoist d'Azy (Élu)                               |             | Propriétaire exploitant agricole                 |
| 1945                                     | 1947      | Léonard Bilbault (Élu)                                 |             |                                                  |
| 1925                                     | 1945      | Eugène Taminau (Élu)                                   |             | Régisseur                                        |
| 1919                                     | 1925      | Laurent Louvrier (Élu)                                 |             | Aubergiste aux Barbiers                          |
| 1912                                     | 1919      | Eugène Taminau (Élu)                                   |             | Régisseur                                        |
| 1901                                     | 1912      | Paul Ménard (Élu)                                      |             | Sabotier                                         |
| 1891                                     | 1901      | Étienne Martin (Élu)                                   |             | Propriétaire aux Barbiers                        |
| 1890                                     | 1891      | Laurent Bossut (Élu)                                   |             | Propriétaire                                     |
| 1874                                     | 1890      | Rose Augustin Ange Benoist d'Azy (Élu)                 |             | Directeur des Colonies au Ministère de la Marine |
| 1872                                     | 1874      | Jean-Charles Decray (Élu)                              | Monarchiste | Notaire                                          |
| 1860                                     | 1872      | Rose Augustin Ange Benoist d'Azy (Nommé par le préfet) |             | Directeur des Colonies au Ministère de la Marine |
| 1856                                     | 1860      | Jean Delestang (Nommé par le préfet)                   |             |                                                  |
| 1852                                     | 1856      | Pierre Clair (Nommé par le préfet)                     |             |                                                  |
| 1848                                     | 1852      | Blaise Compagnon (Élu)                                 |             | Propriétaire au Bourg                            |
| 1844                                     | 1848      | Félix Fournier (Nommé par le préfet)                   |             |                                                  |
| 1840                                     | 1844      | Charles Mathieu (Nommé par le préfet)                  |             |                                                  |
| 1830                                     | 1840      | Blaise Compagnon (Nommé par le préfet)                 |             | Propriétaire au bourg                            |
| 1826                                     | 1830      | Antoine Conchon (Nommé par le préfet)                  |             | Médecin à Decize Conseiller général              |
| 1820                                     | 1826      | Joseph Lhillemand (Nommé par le préfet)                |             | Fermier au Château                               |
| 1815                                     | 1820      | Antoine Gondier de Maumigny (Nommé par le préfet)      |             | Propriétaire                                     |
| 1793                                     | 1815      | Jean Maupoix (Élu puis nommé par le préfet)            |             | Propriétaire                                     |
| Les données manquantes sont à compléter. |           |                                                        |             |                                                  |

## Démographie
L'évolution du nombre d'habitants est connue à travers les recensements de la population effectués dans la commune depuis 1793. Pour les communes de moins de 10 000 habitants, une enquête de recensement portant sur toute la population est réalisée tous les cinq ans, les populations de référence des années intermédiaires étant quant à elles estimées par interpolation ou extrapolation. Pour la commune, le premier recensement exhaustif entrant dans le cadre du nouveau dispositif a été réalisé en 2006.
En 2022, la commune comptait 276 habitants, en évolution de −7,07 % par rapport à 2016 (Nièvre : −3,28 %, France hors Mayotte : +2,11 %).
| 1793 | 1800 | 1806 | 1821 | 1831 | 1836 | 1841 | 1846 | 1851 |
| ---- | ---- | ---- | ---- | ---- | ---- | ---- | ---- | ---- |
| 334  | 686  | 495  | 471  | 626  | 651  | 494  | 722  | 711  |

| 1856 | 1861 | 1866 | 1872 | 1876 | 1881 | 1886 | 1891 | 1896 |
| ---- | ---- | ---- | ---- | ---- | ---- | ---- | ---- | ---- |
| 674  | 720  | 770  | 790  | 791  | 875  | 836  | 829  | 894  |

| 1901 | 1906 | 1911 | 1921 | 1926 | 1931 | 1936 | 1946 | 1954 |
| ---- | ---- | ---- | ---- | ---- | ---- | ---- | ---- | ---- |
| 867  | 940  | 896  | 883  | 815  | 703  | 609  | 553  | 499  |

| 1962 | 1968 | 1975 | 1982 | 1990 | 1999 | 2006 | 2011 | 2016 |
| ---- | ---- | ---- | ---- | ---- | ---- | ---- | ---- | ---- |
| 501  | 486  | 408  | 381  | 397  | 329  | 332  | 319  | 297  |

| 2021 | 2022 | - | - | - | - | - | - | - |
| ---- | ---- | - | - | - | - | - | - | - |
| 283  | 276  | - | - | - | - | - | - | - |

## Culture locale et patrimoine

### Lieux et monuments
- L'église Saint-Laurent, de style roman du XIIe siècle : il s'agit d'un édifice à nef unique ouvrant sur le  transept court par deux passages latéraux et une abside en cul de four. Elle aussi dotée d'un clocher de plan carré à deux étages. Mais l'édifice est surtout connu pour ses fresques dégagées dans la deuxième moitié du XXe siècle et réalisées au XVe siècle. Y sont représentés le Dit des trois morts et des trois vifs, l'Annonciation et la Lapidation de Saint-Étienne. Clocher à baies géminées. Ouverte tous les jours[17]. Classée monument historique depuis 1895[18].
- Château de Verneuil, édifice médiéval du XIIIe siècle. La partie la plus ancienne composée d'un donjon quadrangulaire de trois étages date du XIIIe siècle. Au XVe siècle, une tour circulaire vient renforcer l'angle nord-est du donjon. Dans le même temps, on édifie des courtines en quadrilatère avec une tour à chaque angle. Le château a été transmis de génération en génération jusqu'à aujourd'hui et n'a jamais été vendu. Inscrit monument historique depuis 1991[19].

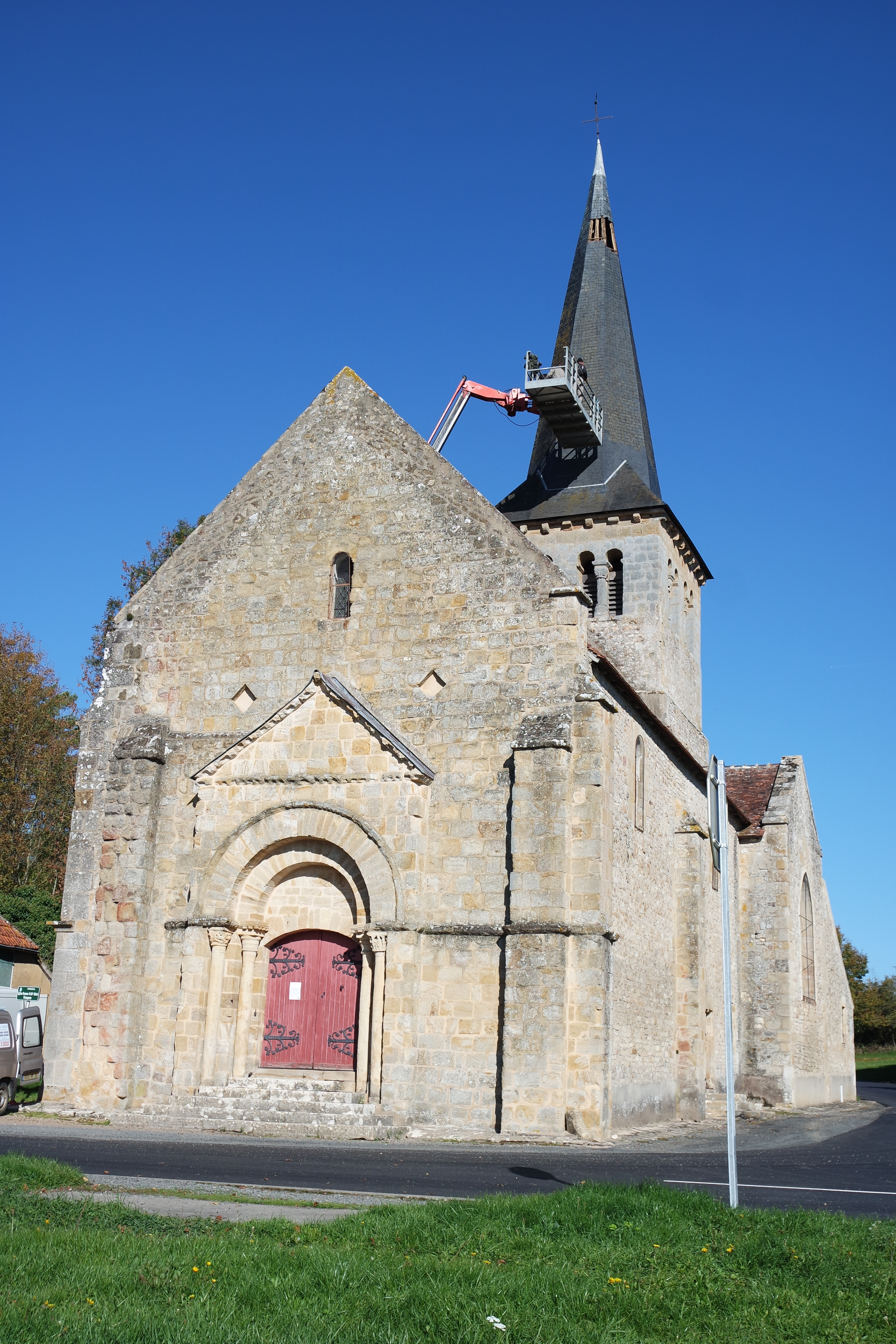
L'église Saint-Laurent.
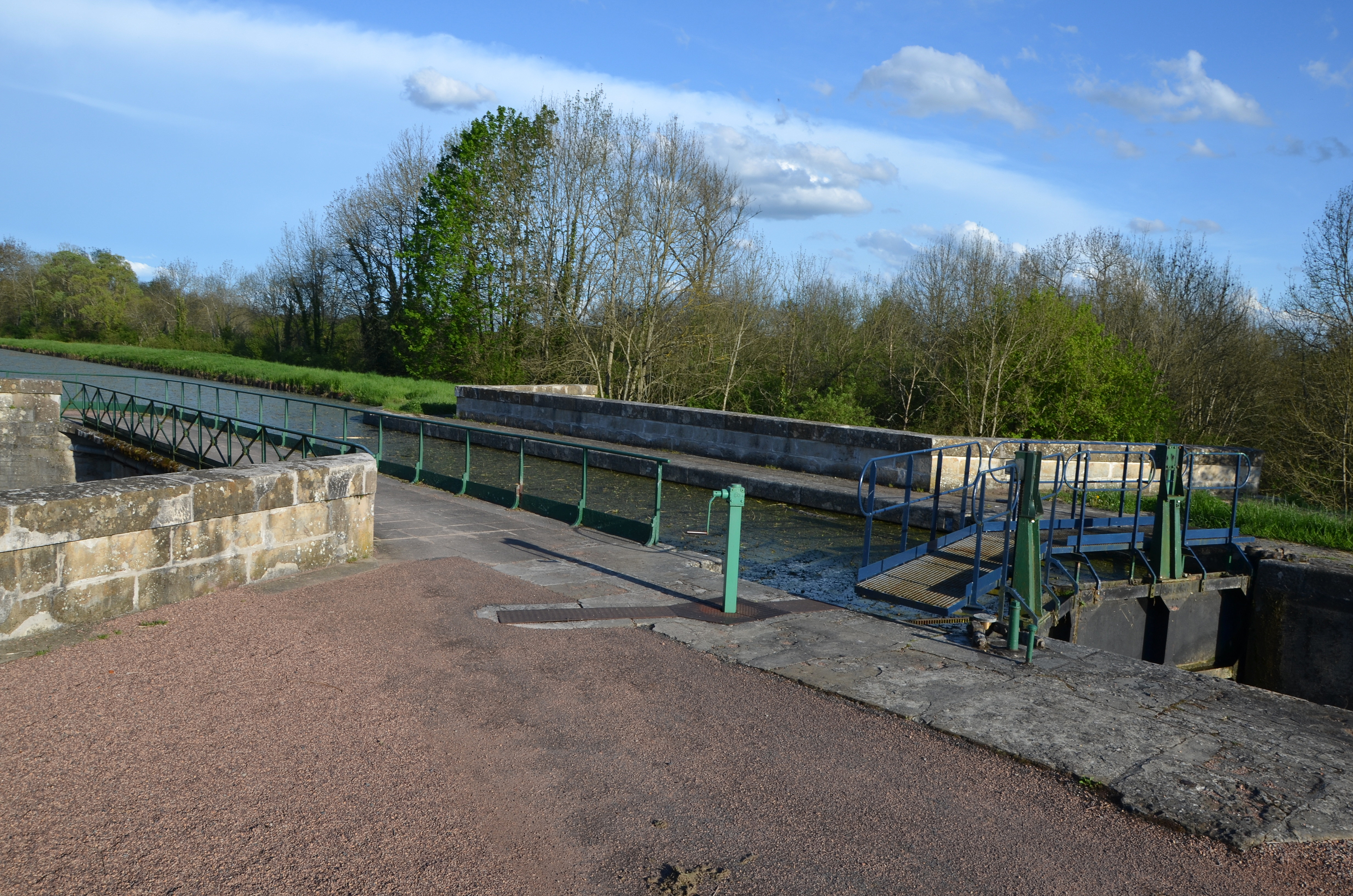
Écluse près de Verneuil.
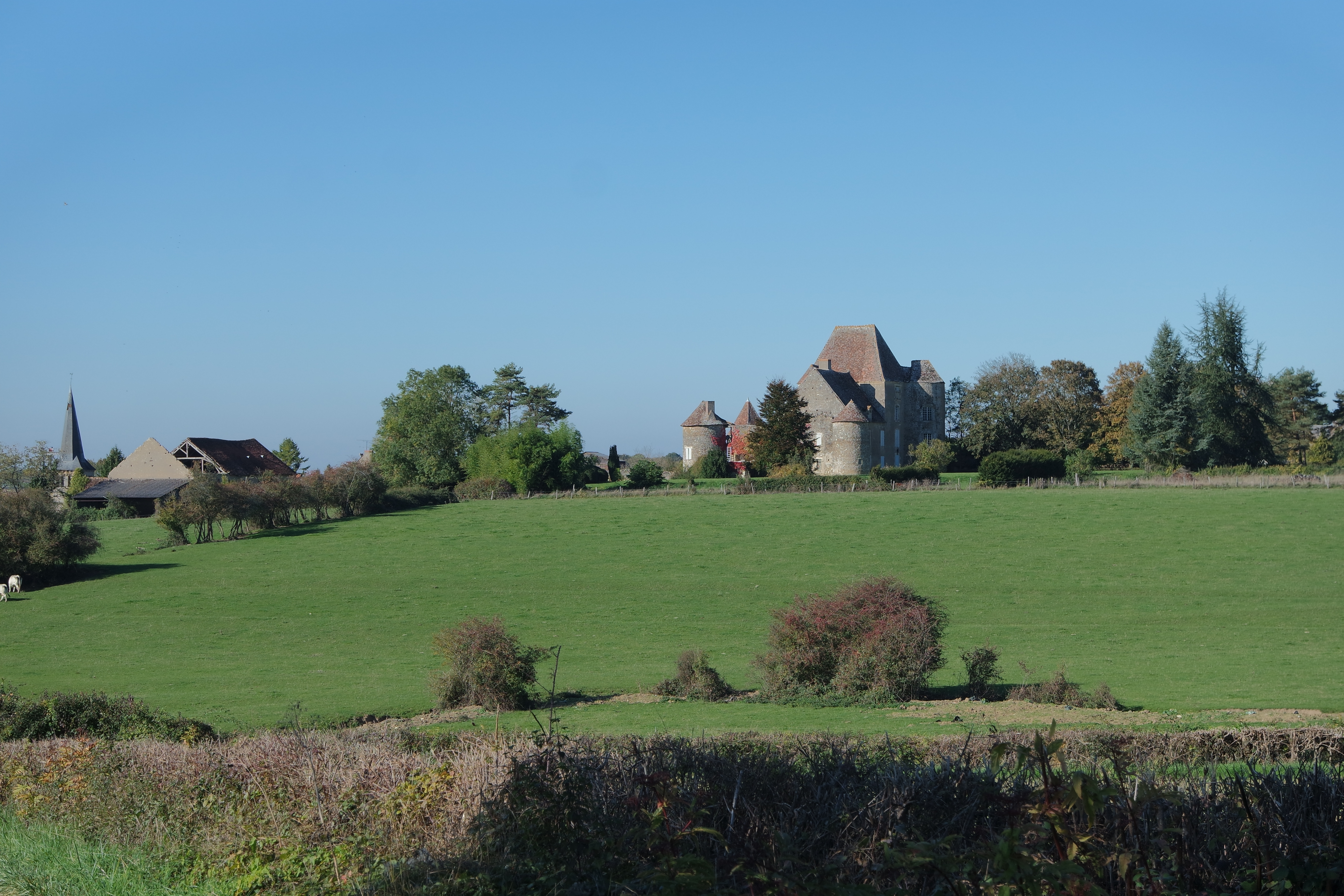
Le château vu depuis le sud-est.

### Personnalités liées à la commune
- L'abbé Alexandre de Plater est inhumé dans le cimetière de Verneuil. Il est l'auteur du livre D'un château de Courlande à un presbytère nivernais (éditions Subervie, 1959). Témoin de la Révolution russe, prêtre à Varsovie notamment dans le ghetto juif, c'est une vie hors du commun. Ce livre est une traversée du siècle.
- Louis Antoine de Saint-Just, homme politique français de la Révolution française, fut placé en nourrice dans le village jusqu'à ses huit ans. Ses parents célébrèrent leur mariage dans l'église Saint-Laurent du village.
- Serge Lesage ou l'abbé Lesage (1926-1998), curé de Montigny-sur-Canne et figure du Tour de France sur lequel il a été à plusieurs reprises commissaire de course, est né à Verneuil.